# Peltaea lasiantha
Peltaea lasiantha är en malvaväxtart som beskrevs av Antonio Krapovickas och Cristobal. Peltaea lasiantha ingår i släktet Peltaea och familjen malvaväxter. Inga underarter finns listade i Catalogue of Life.